# Hatthaporn Suwan
Hatthaporn Suwan (Lamphun, 23 febbraio 1984) è un ex calciatore thailandese, di ruolo difensore.

## Carriera

### Club
Ha cominciato a giocare al TTM Chiangmai. Nel 2007 è passato al Buriram PEA. Nel 2008 si trasferisce al Pattaya United. Nel 2009 viene acquistato dal Muangthong United. Nel 2010, dopo aver militato al Sisaket, passa al BEC Tero Sasana. Nel 2011 torna al Sisaket (Esan United dal 2012), con cui conclude la propria carriera nel 2012 a causa di continui infortuni.

### Nazionale
Ha debuttato in Nazionale il 12 gennaio 2007, in Thailandia-Birmania (1-1). Ha partecipato, con la Nazionale, alla Coppa d'Asia 2007. Ha collezionato in totale, con la maglia della Nazionale, 6 presenze.